# Poynor (Teksas)
Poynor je gradić u američkoj saveznoj državi Teksas. Prema popisu stanovništva iz 2010. u njemu je živjelo 305 stanovnika.